# Federal Correctional Institution, Terminal Island

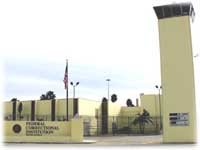
Eingangsbereich

Die Federal Correctional Institution, Terminal Island (FCI Terminal Island) ist ein Bundesgefängnis der niederen Sicherheitsstufe für 1.150 männliche Häftlinge in Kalifornien. Es wird vom Federal Bureau of Prisons betrieben, einer Unterabteilung des United States Department of Justice.
FCI Terminal Island befindet sich im Eingang des Los Angeles Harbor, zwischen San Pedro und Long Beach.

## Einrichtung

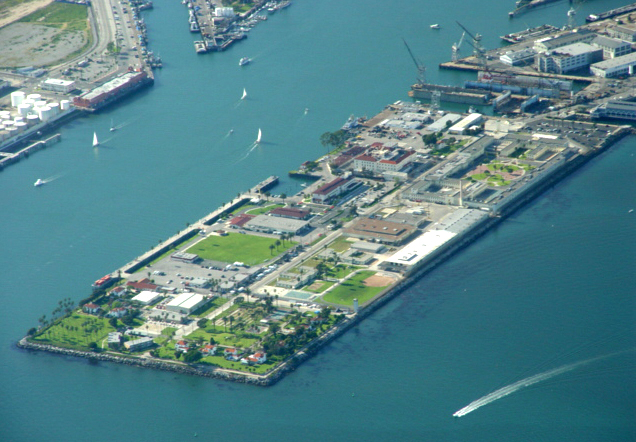
Luftbild von Terminal Island. Zu sehen sind das Gefängnis, eine Quarantänestation und zwei Trockendocks der Southwest-Marine-Werft.

Allen Insassen wird ein regulärer Job zugeteilt, es sei denn, sie sind medizinisch befreit. Institutionelle Wartungsarbeiten sind die häufigsten Arbeiten, die vergeben werden. Das Gefängnis erhält auch eine Metallfabrik, die hochwertige Metallprodukte produziert. Federal Prison Industries, Inc. hat einen Vertrag mit FCI Terminal Island, die sich auf die Reparatur, Sanierung und Instandsetzung von Möbeln, Büroausstattung, Reifen und anderes staatliches Eigentum spezialisiert hat.

## Bekannte Insassen
| Name                 | Register-Nummer | Status                                                                   | Details |
| -------------------- | --------------- | ------------------------------------------------------------------------ | --- |
| Eric McDavid         | 16209-097       | War in der FCI Terminal Island zwischen 2005 und 2015.                   | Sympathisant der Earth Liberation Front; wegen Verschwörung zum Sprengstoffattentat verurteilt                                                                   |
| Michael Riconosciuto | 21309-086       | War in der FCI Terminal Island zwischen 1991 und 2017.                   | Computerexperte, der Drogen produzierte und mit ihnen Handel trieb                                                                                               |
| Al Capone            | ohne            | War in der FCI Terminal Island zwischen 1939 und 1940.                   | Legendärer Boss des Chicago Outfit, der während der Prohibition ein Vermögen mit Alkoholschmuggel aufbaute; verurteilt wegen Steuerhinterziehung im Jahre 1931.  |
| Salvatore Bonanno    | ohne            | War in der FCI Terminal Island zwischen 1968 und 1972.                   | Consigliere der Bonanno-Familie in New York City und Sohn von Joseph Bonanno.                                                                                    |
| Charles Manson       | ohne            | War in der FCI Terminal Island zwischen 1956 und 1958.                   | Saß lebenslang wegen Mordes im California State Prison Corcoran.                                                                                                 |
| Henry Hill           | ohne            | War in der FCI Terminal Island in den 1970ern.                           | Associate der Lucchese-Familie in New York City (bekannt durch Ray Liotta, der ihn in Goodfellas darstellte).                                                    |
| Timothy Leary        | ohne            | War in der FCI Terminal Island 1974.                                     | Harvard Professor, der Drogendelikte beging. |
| Die Port Chicago 50  | ohne            | Waren in der FCI Terminal Island zwischen November 1944 bis Januar 1946. | 50 afroamerikanische Matrosen, die meuterten, nachdem 320 Soldaten bei der Port-Chicago-Katastrophe wegen unsicherer Arbeitsbedingungen ums Leben gekommen sind. |
| Edward Bunker        | ohne            | War in der FCI Terminal Island zwischen 1973 und 1975.                   | Krimiautor, spielte in Reservoir Dogs – Wilde Hunde mit. |
| Anita O’Day          | ohne            | War in der FCI Terminal Island 1954 wegen Besitzes von Heroin.           | Jazzsängerin. |
| Flora Purim          | 2775            | War in der FCI Terminal Island 1954.                                     | Jazzmusikerin. |
| Michael Avenatti     | 86743-054       | inhaftiert seit 2022                                                     | Jurist |